# Сидервил (Кентаки)
Сидервил (енгл. Cedarville) град је у америчкој савезној држави Кентаки.

## Демографија
По попису из 2000. године број становника је 52.
| Група             | 2000.      | 2010.    |
| Белци             | 47 (90,4%) | 0 (0,0%) |
| Афроамериканци    | 0 (0,0%)   | 0 (0,0%) |
| Азијати           | 0 (0,0%)   | 0 (0,0%) |
| Хиспаноамериканци | 5 (9,6%)   | 0 (0,0%) |
| Укупно            | 52         | 0        |